# UFC 75
UFC 75: Champion vs. Champion（ユーエフシー・セブンティファイブ：チャンピオン・バーサス・チャンピオン）は、アメリカ合衆国の総合格闘技団体「UFC」の大会の一つ。2007年9月8日、イングランド・ロンドンのO2アリーナで開催された。
大会はSpikeにより北米・英国に無料放送され、それ以外の地域へはPPVによる配信となった。

## 大会概要
UFC世界ライトヘビー級タイトルマッチでは王者クイントン・"ランペイジ"・ジャクソンにPRIDEミドル級（-93kg）・ウェルター級（-83kg）2冠王者ダン・ヘンダーソンが挑戦し、ジャクソンがヘンダーソンを判定で降し、ライトヘビー級王座の初防衛に成功するとともに、UFC・PRIDE両団体の統一ライトヘビー級王者となった。
5か月ぶりの復帰戦となったミルコ・クロコップは、シーク・コンゴ相手に終始劣勢に立たされ、復帰戦を飾ることはできなかった。ライトヘビー級無敗対決となったマイケル・ビスピン対マット・ハミルの一戦は、ハミルが全体的に攻勢に出ながらも、スプリットデシジョンによりビスピンの勝利となった。

## 試合結果

### プレリミナリィカード
第1試合 ウェルター級 5分3R
○  ジェス・リアウディン vs.  アンソニー・トーレス ×
1R 4:10 TKO（レフェリーストップ：パウンド）
第2試合 ライト級 5分3R
○  デニス・シヴァー vs.  小谷直之 ×
2R 2:04 KO（左フック）
第3試合 ライトヘビー級 5分3R
○  チアゴ・シウバ vs.  トマシュ・ドルヴァル ×
2R 4:23 TKO（レフェリーストップ：スタンドパンチ連打）
第4試合 ライト級 5分3R
○  グレイゾン・チバウ vs.  テリー・エティム ×
3R終了 判定3-0（30-27、30-27、30-27）

### メインカード
第5試合 ライトヘビー級 5分3R
○  ヒューストン・アレクサンダー vs.  アレッシオ・サカラ ×
1R 1:01 TKO（レフェリーストップ：パウンド）
第6試合 ウェルター級 5分3R
○  マーカス・デイヴィス vs.  ポール・テイラー ×
1R 4:14 腕ひしぎ十字固め
第7試合 ヘビー級 5分3R
○  シーク・コンゴ vs.  ミルコ・クロコップ ×
3R終了 判定3-0（29-28、29-28、29-28）
第8試合 ライトヘビー級 5分3R
○  マイケル・ビスピン vs.  マット・ハミル ×
3R終了 判定2-1（29-28、29-28、27-30）
第9試合 UFC世界ライトヘビー級タイトルマッチ 5分5R
○  クイントン・"ランペイジ"・ジャクソン vs.  ダン・ヘンダーソン ×
5R終了 判定3-0（48-47、49-46、49-46）
※ジャクソンが王座の初防衛に成功。

### 各賞
ファイト・オブ・ザ・ナイト： マーカス・デイヴィス vs. ポール・テイラー
ノックアウト・オブ・ザ・ナイト： ヒューストン・アレクサンダー
サブミッション・オブ・ザ・ナイト： マーカス・デイヴィス
各選手にはボーナスとして40,000ドルが支給された。